# (34787) 2001 RG109
2001 RG109 (asteroide 34787) é um asteroide da cintura principal. Possui uma excentricidade de 0.16341630 e uma inclinação de 2.45636º.
Este asteroide foi descoberto no dia 12 de setembro de 2001 por LINEAR em Socorro.